# Dignate Robbertz
Dignate Robbertz pseudoniem van Johanna Beversluis-Verstraate, (Veere, 4 juni 1909 – aldaar, 1 november 1986) was een Nederlands schrijfster van (historische) streekromans met een protestants-christelijke signatuur, veelal gesitueerd op het Zeeuwse Walcheren.

## Leven en werk
Een van de bekendste werken van Robbertz is het in 1941 door Callenbach-Nijkerk uitgegeven Jikkemien, dat geïllustreerd werd door tekenares en grafisch ontwerpster Jemmy van Hoboken.

## Privé
Johanna Verstraate huwde in 1937 Martien Beversluis, dichter en romanschrijver.